# Lim-Pendé
Lim-Pendé ist eine Präfektur der Zentralafrikanischen Republik. Sie hat eine Einwohnerzahl von 442.151 (Stand 2022). Die größte Stadt und Hauptstadt der Präfektur ist Paoua. Die Größe der Präfektur beträgt 13.210 km².
Lim-Pendé ist unterteilt in 5 Subpräfekturen (jeweils mit ihrer Hauptstadt in Klammern):
- Paoua (Paoua)
- Ngaoundaye (Ngaoundaye)
- Ndim (Ndim)
- Kodi (Kodi)
- Taley (Taley)

## Geografie
Die Präfektur liegt im Nordwesten des Landes. Nördlich grenzt sie an den Tschad, im Westen an Kamerun, im Südwesten und Süden an Ouham-Pendé und im Osten an Ouham.

## Geschichte
Die Präfektur wurde 2020 gegründet. Ihr Gebiet gehörte vorher vollständig zur Präfektur Ouham-Pendé.